# Mervyn MacDonnell

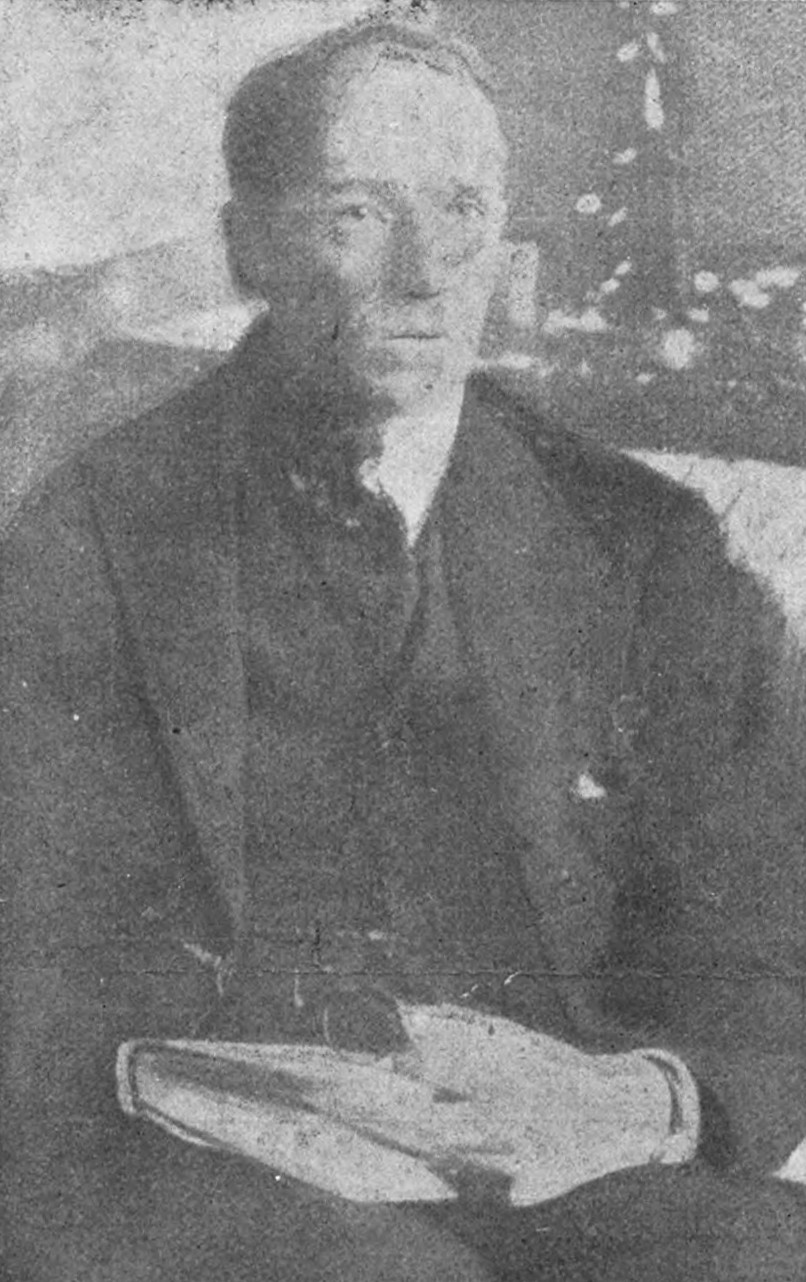
Mervyn MacDonnell (ca. 1925)

Mervyn Sorley MacDonnell, OBE (* 24. Juli 1880 in Sligo, Irland; † 22. März 1949 in Bath, England) war ein britischer Regierungsbeamter, langjähriger Kolonialbeamter im Anglo-Ägyptischen Sudan (1905–1912) und britisch beherrschten Ägypten (1912–1923) sowie Hoher Kommissar in der Freien Stadt Danzig (1923–1926).

## Leben

### Werdegang
MacDonnell wurde am Cheltenham College schulisch ausgebildet und studierte am Trinity College in Dublin.
Im Ersten Weltkrieg war er 1915 bis 1919 im Generalstab der britischen Expeditionskräfte in Ägypten (Egyptian Expeditionary Force) eingesetzt. Zurück im Dienst in Ägypten wurde er zum Gouverneur (1920–1923) der dortigen Westlichen Wüstenprovinz berufen. Bereits ab Februar 1923 wurde er zum Hohen Kommissar des Völkerbundes in der Freien Stadt Danzig ernannt und blieb bis Februar 1926 im Amt.
1931 war er als Kommissar für die Teilung von Transjordanien verantwortlich.

### Familie
1908 heiratete er Ethel Gladys Jameson († 1973), mit der er drei Töchter hatte.